# ザ・ドゥーリーズ
ザ・ドゥーリーズ（The Dooleys）はイギリスで1970年代後半から80年代にかけて活躍したポップコーラスグループ。

## 概要
メンバーはドゥーリー家の6人兄妹(ジム、キャシー、アン、フランク、ジョン、ヘレン)に、ボブ・ウォルシュ（アンの夫）、アラン・ボーガーンが加わった女性3人男性5人の計8人で活動していた。
日本でも女性ポップグループブームやその後のディスコブームに乗ってノーランズ、アラベスク、ABBAなどと並ぶほど知名度を上げ、「ウォンテッド(Wanted)」「アイ・スパイ(I spy)」などがヒットチャート入りを果たした。特に1979年に発売されたシングル「ウォンテッド(Wanted)」はオリコン総合シングルチャート12位、50万枚のセールスを記録。オリコン洋楽シングルチャートでは1979年10月15日付から10週連続1位を獲得した。
1980年に開催された第9回東京音楽祭では、「ボディ・ランゲージ(Body Language)」が金賞を受賞した。
なお、現在でも当時のメンバーのうち、アン、ヘレン、ボブは現在でも南アフリカ共和国で「Shiraz」というバンドのメンバーとして活動を続けている
。